# Škoda PA-II
Škoda PA-II „Želva” (OA vz. 23) – czechosłowacki samochód pancerny z okresu międzywojennego.

## Historia konstrukcji
W 1923 roku w zakładach Škoda w Pilźnie zbudowano dwa prototypy samochodu pancernego Škoda PA-I. Konstrukcja ta nie została zaakceptowana przez armię czechosłowacką, która jednak zleciła rozwój samochodu. W zakładach Škoda opracowano na bazie podwozia poprzednika nowy model z opływowym nadwoziem, który otrzymał fabryczne oznaczenie PA-II (Pancéřový Automobil II) i potoczną nazwę „Želva” (pol. Żółw). Ministerstwo Obrony zaakceptowało projekt i zamówiło 23 czerwca 1923 roku serię 12 pojazdów. W kwietniu 1924 roku powstał prototyp, a do lipca zbudowano 9 pojazdów, które zostały wypożyczone na ćwiczenia w sierpniu. Po wprowadzeniu poprawek, seria 12 sztuk została przekazana armii czechosłowackiej między grudniem 1924 a styczniem 1925 roku. Zbudowano także jedno nieopancerzone podwozie do nauki jazdy.
Po serii prób w 1927 roku armia czechosłowacka zrezygnował z zakupu tych pojazdów, zamawiając nowsze samochody pancerne OA vz.27. Wtedy to 3 pojazdy tego typu sprzedano policji austriackiej, natomiast pozostałe wyprodukowane pojazdy w 1937 roku przekazano czechosłowackiej policji.
W 1927 roku podjęto jeszcze próbę zmodernizowania tego samochodu, poprzez częściową zmianę kształtu nadwozia i uzbrojenia go w armatę Škoda L28 kal. 75 mm oraz jeden karabin maszynowy Maxim vz. 08 kal. 7,92 mm. Ten pojazd otrzymał oznaczenie fabryczne PA-II del. Zbudowano jednak tylko prototyp tego samochodu i po próba ostatecznie zrezygnowano z dalszych prób jego modernizacji.

## Użycie
Samochody pancerne PA-II choć zamówione przez armię czechosłowacką, nie zostały oficjalnie wprowadzone na uzbrojenie. Natomiast były one faktycznie użytkowane przez armię i uczestniczyły w manewrach i paradach wojskowych. Spotykano dla nich w dokumentach oznaczenie wojskowe OA vz. 23 (samochód opancerzony wzór 1923), lecz oficjalnie nie zostało ono nadane.
Za zgodą armii trzy samochody zostały w 1927 roku sprzedane Austrii, gdzie były użytkowane przez policję wiedeńską, natomiast pozostałe 9 w 1937 roku zostało sprzedanych policji czechosłowackiej.

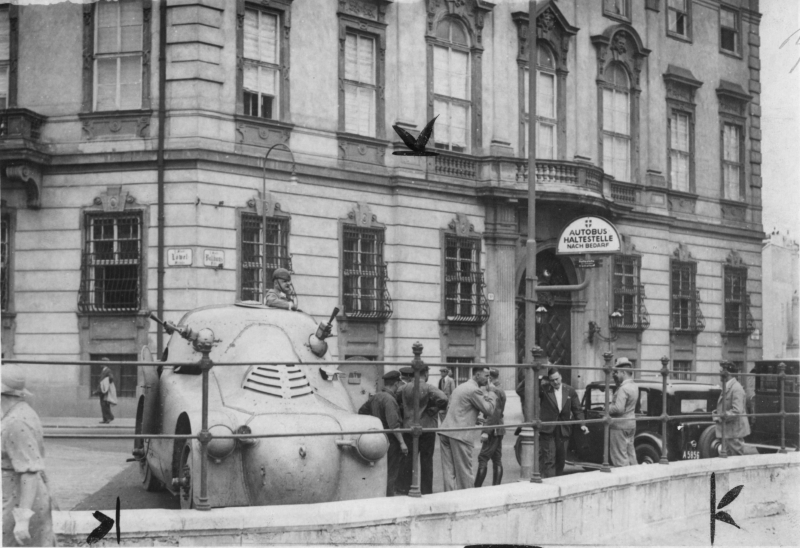
Samochód PA-II policji austriackiej w Wiedniu (1934)

## Opis pojazdu
Samochód pancerny PA-II był zbudowany na podwoziu kołowym. Miał on specjalne zaokrąglone nadwozie, bez ostrych krawędzi, zbudowane z blach pancernej o grubości od 3 do 5,5 mm. W nieruchomej nadbudówce środkowej pojazdu zamontowano w rogach symetrycznie cztery ciężkie karabiny maszynowe umieszczone w kulistych jarzmach, zapewniające ostrzał okrężny. Wadą był ciasny przedział załogi, który utrudniał używanie dwóch karabinów maszynowych naraz (mieściło się w nim pięć osób: dwóch kierowców, dwóch strzelców i dowódca). Kierowcy siedzieli po prawej stronie przedziału bojowego, w obu kierunkach jazdy i mieli ograniczone możliwości obserwacji, dysponując otworem obserwacyjnym po prawej stronie przed sobą. Drzwi wejściowe były centralnie po obu bokach pojazdu. W identycznej przedniej i tylnej części nadwozia mieściły się silnik i chłodnica, zakryte osłonami z poziomymi żaluzjami. Z przodu i tyłu samochód miał dwa reflektory, zakrywane wypukłymi osłonami pancernymi. Pojazd był wyposażony w silnik benzynowy o mocy 70 KM i mógł rozwijać na szosie prędkość do 70 km/h oraz miał zasięg 250 km. Jazda w obu kierunkach była możliwa z prędkością maksymalną.
Jedną z osobliwości konstrukcyjnych samochodu był napęd przenoszony na przednią lub tylną oś w zależności od tego, w którym kierunku samochód się poruszał (nie był to napęd 4x4). Samochód miał dwóch kierowców i także przednia lub tylna oś była kierowana w zależności od kierunku jazdy. Pomimo wysokiej prędkości, duża masa i brak stałego napędu na 4 koła powodowały słabe własności terenowe. Nadmiernie skomplikowana konstrukcja pojazdu przekładała się na wysoki koszt – 627.159 koron czeskich (25.000 dolarów).